# Final Destination 4
Final Destination 4 (Originaltitel: The Final Destination) ist ein US-amerikanischer Horrorfilm von David R. Ellis aus dem Jahr 2009 und nach Final Destination 3 der vierte Teil der Final-Destination-Filmreihe.
Das Grundthema der Final-Destination-Reihe ist die Überlistung des Schicksals. Durch Visionen einzelner betroffener Personen ist es diesen möglich, die Zukunft vorherzusehen. Stets wird dadurch der Tod verschiedener Personen zunächst verhindert, da aber das Sterben vorbestimmt war, holt sich der Tod nacheinander alle ihm zugedachten Opfer.

## Handlung
Bei einem Autorennen hat Nick eine schreckliche Vision, in der eines der Autos in die Zuschauertribüne rast und viele Zuschauer sterben. Sofort versucht Nick, die Zuschauer vor der Gefahr zu bewahren, doch nur wenige Personen verlassen mit ihm das Stadion. Kaum dass sie das Stadion verlassen haben, passiert das vorhergesehene Unglück. Die einzigen Überlebenden sind Nick, seine Freundin Lori, deren Freundin Janet und ihr Freund Hunt, der Sicherheitsmann George Lanter, der Rassist Carter, der vom Sicherheitsmann daran gehindert wurde, seine Frau aus dem brennenden Stadion zu retten, Samantha mit ihren zwei Söhnen sowie der Automechaniker Andy. Andys Freundin Nadia, die sich ebenfalls retten konnte, wird vor dem Stadion der Kopf von einem fliegenden Autoreifen zerschmettert.
Carter hat sich vorgenommen, aus Rache den Sicherheitsmann zu töten, und begibt sich nachts zu dessen Haus. Unterdessen hat Nick einen merkwürdigen Traum. Beim Versuch, ein Ku-Klux-Klan-Kreuz aufzustellen, verbrennt der Rassist aufgrund einer Kette ungünstiger Ereignisse letztendlich sich selbst. Nick erkennt am nächsten Tag, dass er in seinem Traum genau die Realität vorausgesehen hat.
Samantha, die mit ihren beiden Söhnen den Unfall überlebt hat, begibt sich zum Friseur. Dort ergeben sich mehrere lebensgefährliche Situationen, die jedoch kein Opfer fordern. Erst als die Mutter den Salon verlässt, wird von einem Rasenmäher ein Stein, den ihre beiden Jungen zuvor auf eine Wiese geworfen haben, durch die Luft geschleudert und dringt durch ihr Auge in ihren Kopf ein, was zu ihrem Tod führt. Erneut erkennt Nick, dass er dies vorausgesehen hat.
Zusammen mit seiner Freundin und George Lanter, dem Sicherheitsmann aus dem Stadion, erstellt Nick eine Liste derjenigen, die eigentlich umgekommen wären, es aber durch seine Warnung letztendlich nicht sind. Auf der Liste ist Andy der Nächste, dessen Rettung aber scheitert, weil er trotz Nicks Warnung das Gelände seiner Firma nicht verlassen möchte: Denn kurz darauf wird Andys Körper von einer umherfliegenden Gasflasche durch einen Eisenzaun gequetscht, an den er durch ein rollendes Auto gedrängt wurde.
Als Nächste sind Janet und ihr Freund Hunt an der Reihe. Als Nick eine neue Vision hat, in der Wasser vorkommt, versuchen er, seine Freundin und George die vermeintlich nächsten Opfer zu retten. Während es in letzter Sekunde gelingt, Janet aus einem in einer Waschanlage überfluteten Wagen zu retten, stirbt Hunt auf dem Grund eines Schwimmbeckens, wo ihm durch ein Absaugrohr die Verdauungsorgane herausgesaugt werden. Er hat die Warnung, die Nick ihm hat zukommen lassen, nicht erhalten, da sein Handy von einem Kind durch eine Wasserpistole funktionsunfähig gemacht wurde.
Die verbliebenen Überlebenden sind sich nun sicher, dass der Tod auch sie holen wird. Als es jedoch George Lanter mehrfach nicht gelingt, sich umzubringen, glauben sie, durch ihr Eingreifen den Tod überlistet zu haben.
Nick hat jedoch eine neue Vision und erkennt, dass es noch einen schwer verletzten Überlebenden des Rennunfalls gibt und dieser das unmittelbar nächste Opfer ist. Zusammen mit George begibt er sich sofort zum Krankenhaus; beide kommen jedoch zu spät: Im Behandlungsraum über dem Krankenzimmer des Überlebenden lässt ein Mitarbeiter des Krankenhauses bei der Therapie den Wasserhahn offen, dadurch überfüllt sich eine Badewanne und stürzt zusammen mit der Zimmerdecke auf den Überlebenden des Autocrashs.
Nick und George verlassen schnell das Krankenhaus und wollen Nicks Freundin aufsuchen. Es setzt jedoch sofort eine neue Vision ein: George wird von einem Rettungswagen überfahren. Im Kino, wo sich Lori und Janet befinden, kommt es auf einer Baustelle zu einem Brand leicht brennbarer und selbstentzündlicher Chemikalien. Als die Freundinnen bereits im Kino sitzen, bemerkt Lori Zeichen, die eindeutig auf die Katastrophe an der Rennstrecke hinweisen („Runter da vorn, Arschloch“; ein dunkelhäutiger Angestellter des Kinos bittet einen jungen Mann, seine Füße vom Sitz vor sich zu nehmen; von einem klingelnden Handy ertönt eine Melodie, die bereits im Stadion kurz vor dem Crash gepfiffen wurde). Nick kann das Kino noch erreichen und seine Freundin retten, aber Janet stirbt bei einer Explosion, und auf der Flucht vor den Flammen wird Nicks Freundin in einer kaputten Rolltreppe zerquetscht.
Jedoch war all das nur Teil der Vision, und Nick befindet sich immer noch vor dem Krankenhaus. Bevor er allerdings die Vision begreifen kann, wird George bereits überfahren. Sofort begibt sich Nick zum Kino, allerdings nicht, um seine Freundin zu retten, sondern um den Brand zu löschen, was ihm trotz einiger Schwierigkeiten gelingt, sodass es nicht zur Katastrophe kommt und die verbliebenen drei Protagonisten zunächst überleben.
Einige Zeit später befinden sich Nick, Lori und Janet in einem Café und freuen sich über ihren vermeintlichen „Sieg“ über den Tod. Doch als Nick die Zeichen erkennt, dass sich eine neue Gefahr anbahnt, ist es schon zu spät: Ein LKW weicht einem auf die Straße gestürzten Baugerüst aus und rast in das Café, und der Tod holt sich alle drei auf einmal.

## Synchronisation
Die deutsche Synchronisation übernahm die Film- & Fernseh-Synchron GmbH in München. Dialogbuch und -regie stammen von Jan Odle.
| Darsteller         | Rolle            | Synchronsprecher     |
| ------------------ | ---------------- | -------------------- |
| Bobby Campo        | Nick O’Bannon    | Julian Manuel        |
| Shantel VanSanten  | Lori Milligan    | Tatjana Pokorny      |
| Nick Zano          | Hunt Wynorski    | Torben Liebrecht     |
| Haley Webb         | Janet Cunningham | Annina Braunmiller   |
| Mykelti Williamson | George Lanter    | Torsten Münchow      |
| Krista Allen       | Samantha Lane    | Claudia Lössl        |
| Andrew Fiscella    | Andy Kewzer      | Oliver Mink          |
| Justin Welborn     | Carter Daniels   | Philipp Brammer      |
| Stephanie Honoré   | Nadia Monroy     | Ilena Gwisdalla      |
| Jackson Walker     | Jonathan Groves  | Pascal Breuer        |
| Tina Parker        | Cheyenne         | Veronika Neugebauer  |
| Cecile Monteyne    | Dee Dee          | Gabrielle Pietermann |

## Todesumstände
- Nadia wird vor der Rennbahn, nachdem die Gruppe diese verlassen hat, von einem Autoreifen enthauptet, der aus der Rennstrecke hinausgeschleudert wird.
- Carter, der George töten will, verbrennt, als sein Wagen von alleine losfährt und eine am Wagen hängende Kette ihn mitreißt. Die Kette fängt durch die Verstrickung der unglücklichen Umstände Feuer und somit auch er selbst. Eine Explosion des Wagens schließt sich an.
- Samantha, Mutter von zwei Kindern, wird, als sie gerade einen Friseursalon verlassen will, von einem durch einen Rasenmäher aufgewirbelten Stein getötet, der sich durch ihr rechtes Auge in ihren Schädel bohrt.
- Andy wird von einer heranfliegenden Gasflasche in einen Eisenzaun gepresst, wodurch seine Brust in den Zaun gepresst wird und gewürfelt herunterfällt.
- In einem Schwimmbad wird der Absaugmodus versehentlich eingeschaltet, sodass am Beckenboden das Absaugrohr eine immense Saugkraft entwickelt. Hunt wird an den Boden gezogen und steckt am Rohr fest, bis dieses seine Verdauungsorgane herausreißt und er stirbt.
- Jonathan Groves, der „Cowboy“, wird von einer durch die Zimmerdecke stürzenden Badewanne zerquetscht.
- George wird von einem Krankenwagen überfahren.
- Nick, Lori und Janet sterben am Ende des Films durch einen LKW, der in das Café rast, in dem sie sitzen. Der LKW durchschlägt die Fensterscheibe und Janet gerät unter ein Rad, das ihren Brustkorb zerdrückt. Lori wird von dem Fahrzeug gegen eine Säule gerückt, wodurch ihr das Genick gebrochen wird, was anschließend ihren Kopf vom Körper trennt. Nick wird gegen eine Wand geschleudert und spuckt einen Schwall Blut aus. Als er zu Boden fällt, fliegen einige Zähne aus seinem Mund heraus. Einer davon fliegt auf die Zuschauer zu und leitet mit der Verdunklung des Bildes das Filmende ein. Diese Szenen sind als eine Art Röntgenaufnahme gestaltet und machen so die Schäden an den Körpern deutlich.

## Kritik
Der Film erhielt überwiegend negative Kritiken und erreichte bei Rotten Tomatoes eine Bewertung von 29 %, basierend auf 95 Kritiken. Bei Metacritic konnte ein Metascore von 30, basierend auf 14 Kritiken, erzielt werden.

## Hintergrund
Der Film wurde in High Definition 3D gedreht und ist am 3. September 2009 in den deutschen Kinos erschienen. Nachdem im Juni der erste Trailer erschien, folgte am 18. August 2009 ein weiterer Ausschnitt aus dem Film. Warner Bros. Pictures Germany verleiht den vierten Teil der Reihe auf über 100 Leinwänden in 3-D.

### Verbindungen zu den anderen Teilen
Wie in den anderen Final-Destination-Filmen gibt es auch hier einige „Running-Gag“-artige Verbindungen zu den vorherigen Teilen:
- Im Vorspann sieht man Röntgenaufnahmen der Unfälle aus allen vorherigen Teilen.
- Das Lied, das zu hören ist, bevor einzelne Akteure sterben, ist in diesem Teil Dixie Land.
- Die Gruppe sitzt bei dem Rennen in Sektion 180. Am Ende des Films, kurz bevor sich Nick mit Lori und Janet in einem Café trifft, fährt ein Bus mit der Liniennummer 180 auf seinem Dach vorbei (Flugnummer aus dem ersten Teil, auch in den anderen Teilen spielt diese Nummer immer eine zentrale Rolle).
- Die Rennstrecke trägt den Namen „McKinley Speedway“. McKinley ist der Name der Schule und eines der Opfer aus dem dritten Teil.
- Der Hund des Obdachlosen trägt den Namen Browning. So heißt die Hauptfigur aus dem ersten Teil.
- Ein Plakat zeigt den Aufdruck „Clear Rivers Water“. Clear Rivers ist eine Hauptfigur aus den ersten beiden Teilen.
- Das Getränk, das die Kinder der Frau trinken, ist das gleiche wie das Getränk, das Ashley und Ashlyn im dritten Teil im Solarium trinken.
- Die Biermarke „Hice Pale Ale“, die Carter Daniels trinkt, taucht auch in den anderen Teilen der Reihe auf.
- Die Szene, in der George Lanter urplötzlich von einem Krankenwagen überfahren wird, ist ein direktes Zitat aus dem ersten Teil, wo Gleiches mit einem Bus passiert (George redet kurz vorher noch über Déjà-vus).
- Als Samantha Lane von dem Stein ins Auge getroffen wird, erinnert das an den Unfall aus Final Destination 2, wo eine Feuerleiter Evan Lewis den Kopf (durch das Auge hindurch) durchbohrt.
- Als Nick am Ende des Filmes an seinem Arm festgenagelt wird, erinnert die Szene an den dritten Teil der Reihe, als Erin Ulmer durch eine Nagelpistole zu Tode kommt. Auch Janet wird in Nicks Vision von durch die Explosion weggeschleuderten Nägeln erwischt.
- Der Tod von Andy Kewzer, der durch den Zaun zerstückelt wird, erinnert entfernt an den von Rory Peters, dessen Körper im zweiten Teil von einem fliegenden Stacheldrahtzaun zerteilt wird.
- Der Sponsor des Wagens, der den Unfall verursacht, heißt Bill Wall Leather; dies ist der Aufdruck des T-Shirts, welches Evan Lewis aus Final Destination 2 trägt, der von der Leiter durchbohrt wird.
- Im Kaufhaus wird Lori von einem ferngesteuerten Auto am Fuß angerempelt. Dieses Auto ist das gleiche wie das, das sich beim Rennen überschlug und in die Zuschauermenge flog.
- Im Kino passieren ähnliche Vorfälle wie auf der Rennstrecke zum Beginn des Films, so fällt Lori auf, dass jemand wie auf der Rennstrecke ruft: „Runter da vorne, du Arschloch“, und wie eine Person von einem Kinomitarbeiter gebeten wird, die Füße von dem Polster zu nehmen.
- Über dem Kaufhaus wird ein Belüftungsgerät transportiert, daraufhin sagt Janet zu Lori, dass „dabei jemand draufgehen“ könne. Im alternativen Ende sterben die beiden durch ebendieses Gerät, da dessen Tragekette abreißt und sie zerquetscht.
- Im alternativen Ende springt Nick mit einer Gasflasche aus dem Fenster. Er landet auf dem Polizeiwagen mit der Nummer 180, der daraufhin explodiert.
- Die letzte Szene im Café erinnert an die letzte Szene aus dem ersten Teil, als die Hauptperson erkennt, dass alles bis dahin geplant war.
- Das große Wasserrohr, das in der Autowaschanlage gegen das Auto schlägt, hat dieselbe Form wie das Metallrohr der Achterbahn, das Wendy kurz nach dem Eintritt wackeln sieht.

### Entstehungsgeschichte
Die Entstehung von Final Destination 4 begann im November 2007, als David R. Ellis den Vertrag für den vierten Teil der Horrorreihe mit New Line Cinema unterschrieb. Er verpflichtete sich Regie zu führen und den Film zu entwickeln. Am 20. November 2007 ließ das Studio dann verlauten den Film in 3D zu planen. Ebenso wurde der Co-Autor aus Final Destination 2, Eric Bress, als Drehbuchautor angeheuert. Die drei Protagonisten, Shantel VanSanten, Bobby Campo und Haley Webb, wurden im Februar 2008 bekannt gegeben. Die Nebenrollen wurden unter anderem mit Nick Zano, Krista Allen und Andrew Fiscella besetzt. Die Dreharbeiten begannen im Februar 2008 in New Orleans. Insgesamt standen der Produktion 43 Millionen US-Dollar zur Verfügung. Die Anfangssequenz des Films wurde Ende Mai in Irvington (Alabama) auf dem Mobile International Speedway gedreht. Im Voraus wurden bereits Statisten über das Internet gesucht.

### Fortsetzung
Die Fortsetzung Final Destination 5 kam am 25. August 2011 in die deutschen Kinos.